# Düstersee
Der Düstersee ist der zweite See im Verlauf der Ucker und liegt auf dem Gemeindegebiet Temmen-Ringenwalde im Nordosten von Brandenburg im Landkreis Uckermark. Er hat eine Wasserfläche von etwa 44 Hektar. Am Seeufer liegt der Ort Alt-Temmen, ein Gemeindeteil der Gemeinde Temmen-Ringenwalde. Der sternförmige See ist etwa einen Kilometer lang und bis zu 900 Meter breit.
Der See gehört zur Uckermärkischen Seenlandschaft. Das Gewässer ist stark gegliedert mit einer 0,5 Hektar großen Insel. 
Die Ucker erreicht ihn aus dem wenige Meter südwestlich gelegenen Großen Krinertsee. Kurz nach dem Ausfluss ist sie in der Ortslage Alt-Temmen auf kurzer Strecke verrohrt. Sie fließt dann weiter durch Mühlensee und Behrendsee zum Oberuckersee.
Der See liegt im Biosphärenreservat Schorfheide-Chorin.